# Lluís Parcerisa i Serra
Lluís Parcerisa i Serra (Rubí, 4 de setembre de 1896 - Barcelona, 3 d'agost de 1989) fou un publicista i promotor musical català. Va ser un dels primers components de la Colla de Sabadell.

## Biografia
Lluís Parcerisa va entrar a treballar de molt jove al Diari de Sabadell, com a corrector i més endavant com a redactor d'esports. Ben aviat, però, es revelà com a humorista a la Fulla Salau i al mateix Diari de Sabadell amb unes cròniques molt personals, entre l'absurd i el costumisme, que van enlluernar els seus companys de Colla, Joan Oliver i Francesc Trabal. Va ser el gran gestor de l'Associació de Música. En morir el seu pare, va haver de deixar els estudis de Medicina i entrà a treballar a la Federació Catalana de Futbol, feina que l'ocupà tota la vida professional.
El 21 de desembre de 1984 Sabadell li dedicà un carrer de la ciutat.